# Duché de Néopatrie
1319-–1390
Entités précédentes :
- Jean II Doukas

Entités suivantes :
- Empire Serbe
- Nerio Ier Acciaiuoli

Le duché de Néopatrie ou de Néopatras est un État catalan installé sur le territoire de l'actuelle Grèce au début du XIVe siècle, autour de la ville de Néopatrie (Neai Patrai, Nouvelle-Patras, l’actuelle Ypáti).

## Histoire
La compagnie catalane des Almogavres, un groupe mercenaires catalans et siciliens présents dans l’Empire byzantin et les États latins d'Orient depuis 1303, fut employée par le duc d’Athènes Gautier V de Brienne en 1310. Le duc refusa de la payer, ce qui amena à la conquête du duché d'Athènes par les Catalans en 1311. L'organisation du duché fut confiée à un vicaire général nommé par le roi de Sicile. Alphonse Frédéric d'Aragon, comte de Salona, vicaire entre 1315 et 1330, mena une vigoureuse politique d'expansion vers le nord du duché d'Athènes, en Thessalie et en Phthiotide, profitant de la mort sans héritier du souverain de Thessalie Jean II Doukas. Partant de ses bases de Salona (actuelle Amphissa), El Cito (actuelle Lamia) et Gardiki, il s'empara des villes de Néopatrie, de Siderokastron, de Loidoriki, de Domoko et de Pharsale. Il échoua toutefois à s'emparer du marquisat de Bodonitza,.
Ces territoires nouvellement conquis furent organisés en un duché de Néopatrie, du nom de sa capitale. Néopatrie fut aussi le siège d'un archevêché catholique, avec un évêque suffragant à El Cito. Le duché de Néopatrie comprenait trois capitaineries : Néopatrie, Salona et Siderokastron. 
Une large partie du duché fut conquise en 1348 par les Serbes de Dušan, réduisant ainsi le duché à la ville de Néopatrie et son plat-pays. En 1377, le duché de Néopatrie, avec celui d'Athènes fut rattaché officiellement à la couronne d'Aragon. En 1390 le Florentin Nerio Ier Acciaiuoli s'empara de Néopatrie, dernier bastion catalan en Grèce,. 
Le titre de duc d'Athènes et de Néopatrie continua à être porté par les rois d'Aragon et d'Espagne jusqu'à nos jours.